# ادمونتون منطقه متروپولیتن
ادمونتون منطقه متروپولیتن (به انگلیسی: Edmonton Metropolitan Region) یک منطقهٔ مسکونی در کانادا است که در آلبرتا واقع شده‌است. ادمونتون منطقه متروپولیتن ۹٬۴۳۸٫۸۶ کیلومتر مربع مساحت و ۱٬۳۲۱٬۴۲۶ نفر جمعیت دارد.